# Korenovsk
Korenovsk è una città della Russia europea meridionale (kraj di Krasnodar), situata 64 km a nordest di Krasnodar sulle rive del fiume Bejsužëk Levyj; è il capoluogo amministrativo del rajon omonimo.
Fondata nel 1794 dai cosacchi con il nome di Korenovskoe, divenne più tardi (metà del XIX secolo) la stanica di Korenovskaja; ottenne lo status di città nel 1961.
La città è il centro di un circondario agricolo, ed è sede di alcune industrie alimentari.

## Società

### Evoluzione demografica
Fonte: mojgorod.ru
- 1959: 18.200
- 1979: 35.000
- 1989: 35.800
- 2002: 40.844
- 2007: 41.300